# Герасимов, Иосиф Абрамович
Ио́сиф Абра́мович Гера́симов (настоящая фамилия — Гершенба́ум; 14 октября 1922, Минск — 31 марта 1991, Москва) — русский советский писатель, журналист, драматург и киносценарист.

## Биография
Родился в семье выходцев из Лодзи — ткача Абрама Лазаревича Гершенбаума, расстрелянного в 1938 году, и учительницы начальных классов Леи (Елизаветы) Исааковны Гершенбаум. Начальное образование получил на идише в Минске, затем учился в русской школе в Свердловске.
В годы Великой Отечественной войны — в рядах действующей армии. С 23 июня 1941 года — рядовой отдельного батальона военно-морской базы Балтийского флота. В марте 1942 года был контужен в боях при обороне Ленинграда. С 1943 года — на курсах сержантов Карельского фронта, с октября 1943 года — помощник командира взвода разведки в 23-й гвардейской стрелковой дивизии, потом в 14-м гвардейском стрелковом корпусе 1-й Ударной армии, командир разведвзвода батареи командующего артиллерией Северо-Западного фронта, с октября 1944 года — командир взвода артразведки в составе 2-го Прибалтийского фронта. С августа 1945 года — на 2-м Дальневосточном фронте. Уволен в запас в октябре 1945 года в звании гвардии старшего сержанта.
После окончания факультета журналистики Уральского университета в Свердловске в 1949 году вместе с женой — журналисткой Капитолиной Васильевной Кожевниковой (автор книг «Сигналы души», 1972, и «Тепло твоего очага», 1975) — был направлен на работу в Кишинёв, в редакцию газеты «Советская Молдавия».
По роману Иосифа Герасимова «Радости земные» (и его же сценарию) о послевоенной жизни в Кишинёве режиссёром Сергеем Колосовым в 1988 году был поставлен одноимённый художественный фильм. И. Герасимов написал также сценарии к кинокартинам «Пять дней отдыха» (Мосфильм, 1969), «Улица без конца» (Беларусьфильм, 1972), «Старые долги» (Киностудия им. Горького, 1979), «Предел возможного» (Мосфильм, 1984), «Время сыновей» (Мосфильм, 1986), и «Стук в дверь» (Мосфильм, 1989).
Награждён орденом Красной Звезды (1943), орденом Отечественной войны II степени, орденом Дружбы народов, медалями. Член Союза писателей СССР с 1956 года. Отдельные произведения переводились на другие языки, в том числе повесть «Стук в дверь» на молдавский язык и роман «Предел возможного» на латышский язык.
Скончался в Москве 31 марта 1991 года, похоронен на Востряковском кладбище.

## Произведения

### Проза
- Жаркое лето (повесть). Школьная библиотека. Кишинёв: Госиздат Молдавской ССР, 1953
- Люди из города (рассказы). Кишинёв: Госиздат Молдавской ССР, 1955
- Мы соседи (рассказы). Кишинёв: Госиздат Молдавии, 1958
- Алёнка песня моя (повесть, рассказы). Москва: Молодая гвардия, 1959
- Начинается день. Кишинёв: Госиздат Молдавии, 1960
- Повести добрых надежд. Москва: Молодая гвардия, 1963[4]
- И возвращаются ветры (повесть). Воронеж: Центрально-Чернозёмное книжное издательство, 1964
- Соловьи (роман). Москва: Советская Россия, 1964
- Далёкая Вега (роман). Москва: Советская Россия, 1965
- Пять дней отдыха (повесть). Москва: Молодая гвардия, 1968
- Круги на воде (роман). Москва: Молодая гвардия 1968
- Пять дней отдыха. Соловьи. Повесть и роман. Москва: Советская Россия, 1969
- Обыкновенные происшествия (повести). Москва: Молодая гвардия, 1970
- Туда и обратно (роман). Москва: Советский писатель, 1972
- На трассе — непогода. Побег. Повести. Москва: Советский писатель, 1977
- Сказки дальних странствий (повесть). Москва: Детская литература, 1977
- Миг единый: Книга повестей. Москва: Советский писатель, 1979
- Предел возможного: Романы. Москва: Советский писатель, 1981
- Отец семейства (драма в 2-х частях). Москва: ВААП-Информ , 1981
- Избранное. Москва: Советский рабочий, 1982
- Миг единый (повести). Москва: Советский писатель, 1983 («Миг единый», «Пуск», «Остановка», «Старые долги»)
- На трассе — непогода (повести). Москва: Советская Россия, 1984
- Семейные романы. Москва: Советский писатель, 1985
- Конные и пешие (роман). Москва: Молодая гвардия, 1986
- Предел возможного (роман в переводе на латышский язык). Рига: Лиесма, 1987
- Ночные трамваи (роман, повести). Москва: Советский писатель, 1988
- Стук в дверь (повесть). Кишинёв: Литература артистикэ, 1988.
- Стук в дверь (повести и романы). Москва: Слово, 1991
- Вне закона (повести). Москва: ПИК, 1995

### Драматургия
- На трассе — непогода: Драма. Москва, 1973
- Отец семейства: Драма. Москва, 1981

## Экранизации
- Пять дней отдыха (1969)
- Улица без конца (1972)
- Старые долги (1979)
- Предел возможного (1982)
- Предел возможного (1984)
- Время сыновей (1986)
- Радости земные (1988)
- Стук в дверь (1989)